# 前鸟 (裸名)
前鸟（"Proornis"）是种已灭绝的原始鸟类，化石发现于朝鲜最北部早白垩世（巴列姆期，距今1.3至1.25亿年）的庆尚超群。由于从未在同行评审期刊上正式描述过，因此该属被视为裸名。仅有朝鲜前鸟（"Proornis coreae"）一个已知物种。
该动物的化石遗骸于1993年在新义州市的新义州统沉积物中发现，由一个颅骨、几块颈椎和一条带羽毛的前肢组成。与孔子鸟相似的特征包括手指骨骼短于掌骨，与始祖鸟不同。此外，第三指的第一指骨较其余指骨短得多，且第二指的爪子小于第三指。
该属被归入神秘的前鸟科（Proornithidae），该科还包括其它几种早白垩世的原始鸟类。